# David H. Ahl
David H. Ahl (17 de maio de 1939) é um engenheiro elétrico e escritor estadunidense, fundador da revista Creative Computing na década de 1970.

## Obras (lista incompleta)
- Understanding mathematics and logic using BASIC computer games (1973)
- Getting started in classroom computing (1974)
- The Best of Creative Computing (1977)
- BASIC Computer Games (1978)
- More BASIC Computer Games (1980)
- Dad's Lessons for Living
- The Timex-Sinclair 1000 (1983)
- The Epson Hx-20 Ideabook (1983)
- Mattel Aquarius Ideabook (1983)
- Panasonic Jr-200 Ideabook (1983)
- Computers in Science and Social Studies: A Sourcebook of Ideas (1983)
- Big computer games (1984)
- The TRS-80 Model 100 Ideabook (1984)
- David Ahl's Basic Computer Adventures: 10 Treks and Travels Through Time and Space (1986)
- Dodge M37 Restoration Guide: Covers All 1951-1968 Military M37, M42, M43, & B1 Models (2001)